# Atarba (Ischnothrix) aetherea
Atarba (Ischnothrix) aetherea is een tweevleugelige uit de familie steltmuggen (Limoniidae). De soort komt voor in het Neotropisch gebied.